# Belakeri, Byadgi
Belakeri là một làng thuộc tehsil Byadgi, huyện Haveri, bang Karnataka, Ấn Độ.